# Gaitana (La)
 (mars 2025).
La Gaitana (appelée aussi Guaitipan, Guatepan ou Huatypan) fut une leader indigène du village de Timana dans la région de Huila (Colombie). Elle fut à la tête de l'armée de son peuple Yalcon face à l'invasion espagnole entre 1538 et 1540.

## Le poème de Castellanos
L'histoire de la Gaitana est apparue pour la première fois dans un poème historique de 1589 de Juan de Castellanos, Elegías de varones ilustres de Indias (« Élégies d'hommes illustres des Indes »).
Castellanos chante les exploits des conquistadors, dont Pedro de Añasco, et rend ainsi compte de la soumission du peuple Yalcon (de langue Yalcon), habitant entre les cordillères Orientale et Centrale dans l'actuel département du Huila. On leur attribue à cette époque une armée de 5 000 guerriers. D'autres peuples tels que les Timana, Avirama, Pinao, Guanaca, Andaqui, Pijao et Nasa habitaient également dans cette région située dans les montagnes des Andes colombiennes.
Le conquistador Pedro de Añasco, arrivé avec son armée, réunissait les chefs des tribus pour imposer des tributs et autres obligations aux natifs. Chez les Yalcon, le chef était en réalité la cacica Gaitana, et l'Espagnol refusa de lui parler parce que c'était une femme. Il voulut seulement parler au deuxième en rang, l'un de ses fils, Buiponga. Comme Buiponga n’acceptait pas l'invitation à négocier que lui faisait Añasco, il fut tué en guise de châtiment devant sa famille, pour avoir osé défier l'autorité des conquistadors, dans l'optique de faire plier les autres nombreux peuples autochtones de cette région stratégique, passage obligé entre d'un côté Lima et Quito, et de l'autre Carthagène.
Mais plutôt que se soumettre, les indigènes s'organisèrent et partirent à la recherche des envahisseurs et notamment d'Añasco, l'auteur du crime. Pour venger son fils, Gaitana réussit à fédérer plusieurs groupes indigènes qui attaquèrent le campement des soldats espagnols au petit matin. Seize hommes furent tués et trois autres fuirent vers Timana avec la nouvelle qu'Añasco était tombé vivant dans les mains des autochtones. Amené devant Gaitana, il fut traîné à mort, les yeux crevés, les membres cassés.
Gaitana conserva la tête des peuples de la région pendant quelques décennies et lutta contre les occupants espagnols jusqu'à la fin de ses jours.

## Révision anthropologique
Une théorie anthropologique récente (Université de El Valle), tente d'expliquer que la figure cruelle et sanguinaire de Gaitana n'est qu'une allégorie de la résistance indigène relayée par les chroniqueurs espagnols, comme une version romancée de l'histoire. Cette version de l'histoire qui décrit Gaitana comme une mère revancharde sans pitié correspondrait, selon des études historiques plus récentes, à une mythification de la part des auteurs européens qui viendrait justifier, en partie, la conquête.